# Entropie de vaporisation
L'entropie de vaporisation d'un liquide pur est la variation d'entropie qui accompagne son passage de l'état liquide à l'état vapeur, c'est-à-dire sa vaporisation, rapportée à la quantité de matière mise en jeu.
L'entropie de vaporisation est notée {\displaystyle \Delta _{\text{vap}}S} et s'exprime en joules par kelvin et par mole (J·K−1·mol−1). C'est une grandeur intensive.
La vaporisation étant une transformation à pression constante, la chaleur {\displaystyle Q} reçue de façon réversible par le liquide lors de la vaporisation est égale à la variation de son enthalpie {\displaystyle H} : {\displaystyle \Delta H=Q}. L'enthalpie de vaporisation est égale à cette variation d'enthalpie rapportée à la quantité de matière {\displaystyle n} mis en jeu : {\displaystyle \Delta _{\text{vap}}H=\Delta H/n=Q/n}.
La vaporisation étant une transformation réversible, d'après le deuxième principe de la thermodynamique l'entropie reçue à la température {\displaystyle T} est égale à {\displaystyle Q/T}. Par conséquent l'entropie de vaporisation s'exprime selon :
Cette relation montre que, contrairement à l'enthalpie, l'entropie de vaporisation diminue rapidement lorsque la température augmente.
À la température de vaporisation normale du liquide, c'est-à-dire pour une pression de vapeur saturante égale à la pression atmosphérique normale de 101 325 Pa, elle est donnée approximativement par la règle de Trouton {\displaystyle \Delta _{\text{vap}}S}  ≈ 87 J K−1 mol−1. Cette règle n'est pas valable pour les liquides associés par liaison hydrogène (par ex. l'eau) et elle doit être modifiée pour ceux qui se vaporisent à très basse (par ex. les gaz liquéfiés) ou à très haute température (par ex. les métaux fondus).